# Pippa Scott

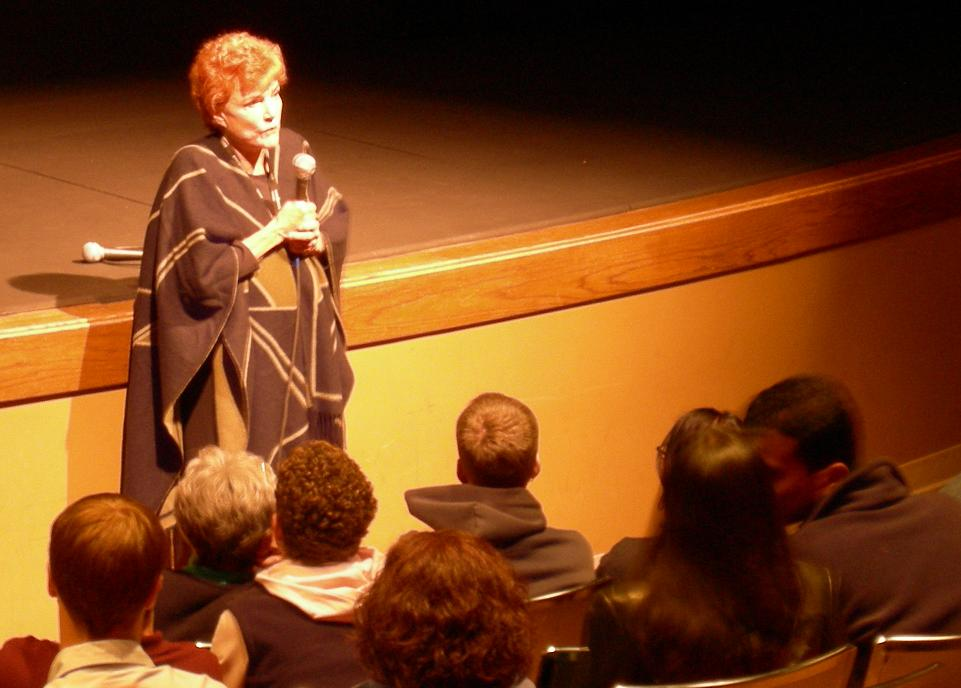
Pippa Scott im Rahmen einer Fragerunde nach der Aufführung des Dokumentarfilms King Leopold's Ghost beim Seattle International Film Festival im Mai 2006

Pippa Scott (* 10. November 1934 in Los Angeles, Kalifornien; † 22. Mai 2025 in Santa Monica, Kalifornien) war eine US-amerikanische Schauspielerin und Filmemacherin.

## Leben und Karriere
Pippa Scott wurde als Tochter des Drehbuchautors Allan Scott und der Schauspielerin Laura Straub geboren. Sie studierte Schauspiel an der Royal Academy of Dramatic Arts in London, kehrte dann aber in die USA an den Broadway zurück. Für ihr Broadway-Debüt im Stück Child of Fortune erhielt sie einen Theatre World Award. Anschließend wurde Scott in Hollywood für Warner Brothers unter Vertrag genommen. 
Ihr Filmdebüt hatte sie 1956 in John Fords Westernklassiker Der Schwarze Falke, wo sie in der Rolle der Nichte des von John Wayne verkörperten Protagonisten von Indianern ermordet wird. Drei Jahre später war sie neben Rosalind Russell in einer wichtigen Nebenrolle in der Komödie Die tolle Tante zu sehen. 1962 bekam Scott eine Hauptrolle als Magazinreporterin Molly Woodvon in der Fernsehserie Die Leute von der Shiloh Ranch, doch verließ Scott die Serie bereits nach einer Staffel wieder. Zu Scotts letzten bedeutenden Filmauftritten zählten Richard Lesters Drama Petulia (1968) sowie die Komödie Der 25 Millionen Dollar Preis (1971), in dem sie in der weiblichen Hauptrolle die Ehefrau von Dick Van Dyke spielte. 
Nachdem Scott zuletzt fast nur noch Gastrollen im Fernsehen gespielt hatte, zog sie sich in den 1980er-Jahren aus dem Schauspielgeschäft zurück. 2009 und 2013 trat sie nach zweieinhalb Jahrzehnten Pause wieder in zwei Independentfilmen als Darstellerin in Erscheinung. Als Filmproduzentin war Scott auch an mehreren kleineren Dokumentarfilmen beteiligt. 2006 führte sie Regie bei dem Dokumentarfilm King Leopold’s Ghost über die Kolonialverbrechen unter dem belgischen König Leopold; ihr Film erhielt den Jurypreis als Bester Dokumentarfilm beim Santa Barbara International Film Festival 2006.
Von 1964 bis zur Scheidung 1983 war Scott mit dem Produzenten Lee Rich verheiratet. Aus der Verbindung gingen zwei Töchter hervor. Scott starb 2025 im Alter von 90 Jahren an Herzversagen.

## Filmografie (Auswahl)
Filme
- 1956: Der Schwarze Falke (The Searchers)
- 1958: As Young as We Are
- 1958: Die tolle Tante (Auntie Mame)
- 1963: My Six Loves
- 1964: Heirate mich, Gauner! (The Confession)
- 1966: For Pete’s Sake!
- 1968: Petulia
- 1969: Ein Trottel kommt selten allein (Some Kind of a Nut)
- 1971: Der 25 Millionen Dollar Preis (Cold Turkey)
- 1974: Hochhaus in Flammen (Terror on the 40th Floor, Fernsehfilm)
- 1982: The Sound of Murder
- 2006: King Leopold’s Ghost (Dokumentarfilm, Regie und Produktion)
- 2009: Footprints
- 2013: Automotive

Fernsehserien
- 1955: Your Play Time (Folge 3x02)
- 1959: Maverick (Folge 3x10)
- 1959–1960: Mr. Lucky (8 Folgen)
- 1959–1962: Adventures in Paradise (4 Folgen)
- 1960: Gold in Alaska (The Alaskans, Folge 1x34)
- 1960: Twilight Zone (The Twilight Zone, Folge 2x09 The Trouble with Templeton)
- 1960–1961: Outlaws (3 Folgen)
- 1961, 1971: Rauchende Colts (Gunsmoke, 2 Folgen)
- 1962: Dr. Kildare (Folge 1x18)
- 1962: Die Leute von der Shiloh Ranch (The Virginian, 6 Folgen)
- 1963, 1966: Perry Mason (2 Folgen)
- 1964–1965: Ben Casey (3 Folgen)
- 1964: Auf der Flucht (The Fugitive, Folge 1x16)
- 1965: Gauner gegen Gauner (The Rogues, Folge 1x19)
- 1966: The Dick Van Dyke Show (Folge 5x22)
- 1967: Tarzan (Folge 1x17)
- 1967: Tennisschläger und Kanonen (I Spy, Folge 3x10)
- 1968: Der Strafverteidiger (Judd, for the Defense, Folge 1x25)
- 1968: Lieber Onkel Bill (Family Affair, Folge 2x30)
- 1970: Lancer (Folge 2x20)
- 1971: Mary Tyler Moore (The Mary Tyler Moore Show, Folge 2x07)
- 1971, 1975: Mannix (2 Folgen)
- 1972: Owen Marshall – Strafverteidiger (Owen Marshall, Folge 1x20)
- 1972: Kobra, übernehmen Sie (Mission: Impossible, Folge 7x04)
- 1973: Die Waltons (The Waltons, Folge 1x15 The Actress)
- 1973: Columbo: Klatsch kann tödlich sein (Requiem for a Falling Star, Fernsehreihe)
- 1973: Barnaby Jones (Folge 2x12)
- 1974: Cannon (Folge 3x22)
- 1974: Der Chef (Ironside, 2 Folgen)
- 1974: Die Straßen von San Francisco (The Streets of San Francisco, Folge 3x06)
- 1975: Der Nachtjäger (Kolchak: The Night Stalker, Folge 1x17)
- 1976: Jigsaw John (15 Folgen)
- 1984: Remington Steele (Folge 2x18 Molton Steele)